# Mroczek późny
Mroczek późny (Cnephaeus serotinus) – gatunek ssaka z podrodziny mroczków (Vespertilioninae) w obrębie rodziny mroczkowatych (Vespertilionidae).

## Taksonomia
Gatunek po raz pierwszy zgodnie z zasadami nazewnictwa binominalnego opisał w 1774 roku niemiecki przyrodnik Johann Christian Daniel von Schreber nadając mu nazwę Vespertilio serotinus. Holotyp pochodził z Francji.
Zwykle umieszczany w rodzaju Eptesicus, jednak na podstawie rewizji taksonomicznej przeprowadzonej w 2023 roku został przeniesiony do rodzaju Cnephaeus. Cnephaeus serotinus wcześniej obejmował C. isabellinus i C. pachyomus. Analizy z użyciem genów mitochondrialnych i jądrowych wykazały, że wszystkie trzy były odrębnymi gatunkami, ale zależności filogenetyczne różniły się w zależności od rodzaju danych genetycznych. Podgatunki odpowiadają obecnie trzem morfotypom wykrytym na podstawie danych morfologicznych i ograniczonych danych genetycznych. Autorzy Illustrated Checklist of the Mammals of the World rozpoznają trzy podgatunki. Podstawowe dane taksonomiczne podgatunków (oprócz nominatywnego) przedstawia poniższa tabelka:
| Podgatunek       | Oryginalna nazwa             | Autor i rok opisu | Miejsce typowe                                              |
| ---------------- | ---------------------------- | ----------------- | ----------------------------------------------------------- |
| C. s. mirza      | Vespertilio (Vesperus) mirza | De Filippi, 1865  | Persia (Iran).                                              |
| C. s. turcomanus | Vespertilio turcomanus       | Eversmann, 1840   | Pomiędzy Morzem Kaspijskim a Jeziorem Aralskim, Turkiestan. |

### Etymologia
- Cnephaeus: gr. κνεφαιος knephaios ‘ciemny, ponury’[29].
- serotinus: łac. serotinus ‘późno dojrzały, niedojrzały’, od serus ‘późny’[30].
- mirza: pers. ‏شاهزاده‎ mirza ‘książę’[31].
- turcomanus: nowołac. Turcomannus ‘Turkmen’, od Turcus ‘Turek’[32].

## Zasięg występowania
Mroczek późny występuje w Eurazji zamieszkując w zależności od podgatunku:
- C. serotinus serotinus – znaczna część Europy z wyjątkiem południowej części Półwyspu Iberyjskiego i większości Skandynawii, znajdywany w południowej części Wielkiej Brytanii oraz od północnej i środkowej części Półwyspu Iberyjskiego na wschód do skrajnie południowej Skandynawii, południowo-zachodnia Rosja, Kaukaz i północna oraz wschodnia Turcja wraz z licznymi wyspami Morza Śródziemnego (Baleary, Korsyka, Sardynia i Sycylia), w tym Wyspy Jońskie (Korfu) i Wyspy Egejskie (Samotraka, Lesbos, Skiros, Eubea, Samos, Kreta i Rodos).
- C. serotinus mirza – południowa Turcja, zachodnia Syria, Liban, Izrael oraz północno-zachodni, środkowy i południowo-zachodni Iran.
- C. serotinus turcomanus – środkowa Azja w południowo-środkowej Rosji, Kazachstanie, Uzbekistanie, Turkmenistanie, północnym Iranie, Kirgistanie, Tadżykistanie, północnym Afganistanie i północno-zachodniej Chińskiej Republice Ludowej (Sinciang).

## Morfologia
Długość ciała (bez ogona) 62–82 mm, długość ogona 39–65 mm, długość ucha 14–22 mm, długość tylnej stopy 10–18 mm, długość przedramienia 48–58 mm; rozpiętość skrzydeł około 370 mm; masa ciała 18–25 g. Wzór zębowy: I {\displaystyle {\tfrac {2}{3}}} C {\displaystyle {\tfrac {1}{1}}} P {\displaystyle {\tfrac {1}{2}}} M {\displaystyle {\tfrac {3}{3}}} = 32. Kariotyp wynosi 2n = 50, FNa = 48–50 i FN = 52–54

## Ekologia

### Siedlisko
Nietoperz ściśle związany z człowiekiem. Jego kryjówkami letnimi są niemal wyłącznie budynki, gdzie kryje się na strychach, w szczelinach dachów i ścian. Sporadycznie spotykano go w skrzynkach dla ptaków i nietoperzy. Zimuje głównie w nadziemnych częściach budynków (strychy, przewody wentylacyjne), rzadko w piwnicach i fortyfikacjach, zaś tylko wyjątkowo w jaskiniach. W okresie hibernacji preferuje miejsca chłodne i względnie suche. Poluje zwykle w pobliżu zabudowań, w parkach, na skrajach lasów, na drogach leśnych, polanach, wśród domów i nad wodami.

### Pożywienie
Owady, często duże chrząszcze chwytane w locie, między innymi chrabąszcze, guniaki, żuki, różne gatunki kózkowatych i sprężykowatych, rzadziej muchówki, motyle nocne, chruściki, pluskwiaki i błonkówki. Innymi ofiarami są komary. Na żer wylatuje tuż po zachodzie słońca.

## Ochrona
W Polsce jest objęty ścisłą ochroną gatunkową oraz wymagający ochrony czynnej, dodatkowo obowiązuje zakaz fotografowania, filmowania lub obserwacji, mogących powodować płoszenie lub niepokojenie.